# Daniel Katz
Daniel Katz (ur. 25 listopada 1938 w Helsinkach) – fiński pisarz i prozaik o żydowskich korzeniach, piszący w języku fińskim. Mieszka w fińskim mieście Loviisa.

## Życiorys
Studiował na uniwersytecie w Helsinkach. Był nauczycielem historii Żydów, przez krótki czas pracował w Izraelu przy wierceniu tunelu metra, był też tłumaczem. Jego twórczość obejmuje powieści, opowiadania, sztuki teatralne, słuchowiska i seriale telewizyjne. Utwory Katza zostały przetłumaczone na wiele języków: angielski, chorwacki, czeski, estoński, francuski, niemiecki, polski, słowacki, słoweński, szwedzki i węgierski.
Debiutował w 1969 roku powieścią Kun isoisä Suomeen hiihti (wyd. polskie: Gdy dziadek do Finlandii na nartach szedł), w której opisał historię swojej żydowskiej rodziny oraz nawiązał do wydarzeń wojny zimowej. Jest to najpopularniejszy utwór Daniela Katza także za granicą. W Polsce ukazała się również jego powieść Laituri matkalla mereen (2001, wyd. polskie: Kobieta pułkownika), w której Katz nawiązał do tragicznych wydarzeń wojny domowej w byłej Jugosławii. Tytułową bohaterką tej tragikomicznej powieści jest córka bośniackiego Serba, którą uratował fiński pułkownik z misji ONZ, pojął za żonę i osiadł z nią w swojej rodzinnej miejscowości w Finlandii. Kobieta pułkownika w 2001 roku była nominowana do najważniejszej fińskiej nagrody literackiej „Finlandia”. 
Na uwagę zasługuje ostatnia książka Daniela Katza, zbiór opowiadań i bajek zwierzęcych Berberileijonan rakkaus ja muita tarinoita (WSOY, 2008) z racji występujących w nim akcentów polskich: bohaterem opowiadania Sanojen paino (Waga słów) jest mieszkający w Poznaniu biolog, doktor Traugutt Chalupiec. Za ten zbiór Daniel Katz został w roku 2009 uhonorowany fińską nagrodą państwową; książka była też nominowana do prestiżowej Nagrody Runeberga w 2009 roku. Trzy bajki zwierzęce, które później weszły do tego zbioru (Łoś i pisarz, Lis i kruk, Pies i myśliwy) zamieściło czasopismo Midrasz (nr 6/2006).
Polskie akcenty pojawiały się w twórczości Katza już wcześniej: Opowiadanie Talo Sleesiassa („Dom na Śląsku”) ze zbioru Satavuotias muna opowiada o próbie odzyskania majątku przez żydowską rodzinę, która przed wojną mieszkała we Wrocławiu. 
W roku 2005, z okazji promocji polskiego wydania swojej pierwszej powieści, Daniel Katz przyjechał do Polski na zaproszenie swojego wydawcy, Wydawnictwa Akademickiego „Dialog”. Gościł wówczas w Poznaniu, Warszawie i Krakowie. 

## Powieści
- Kun isoisä Suomeen hiihti (WSOY 1969) (wyd. polskie: Gdy dziadek do Finlandii na nartach szedł, Wydawnictwo Akademickie „Dialog” 2005, tłum. Sebastian Musielak)
- Mikko Papirossin taivaallinen niskalenkki (WSOY 1972)
- Orvar Kleinin kuolema (WSOY 1976)
- Laturi (WSOY 1979)
- Peltisepän päivällinen (WSOY 1981)
- Satavuotias muna (WSOY 1983)
- Antti Keplerin lait (WSOY 1987)
- Naisen torso (WSOY 1989)
- Saksalainen sikakoira (WSOY 1992) (fragment powieści pt. Świniopies w przekładzie Sebastiana Musielaka wydrukował Midrasz w numerze 6/2006)
- Otelo (WSOY 1994)
- Herra Lootin tyttäret (WSOY 1999)
- Laituri matkalla mereen (WSOY 2001) (wyd. polskie: Kobieta pułkownika, Czarne 2007, tłum. Sebastian Musielak)
- Berberileijonan rakkaus ja muita tarinoita (WSOY 2008)